# De Kongelige Stalde

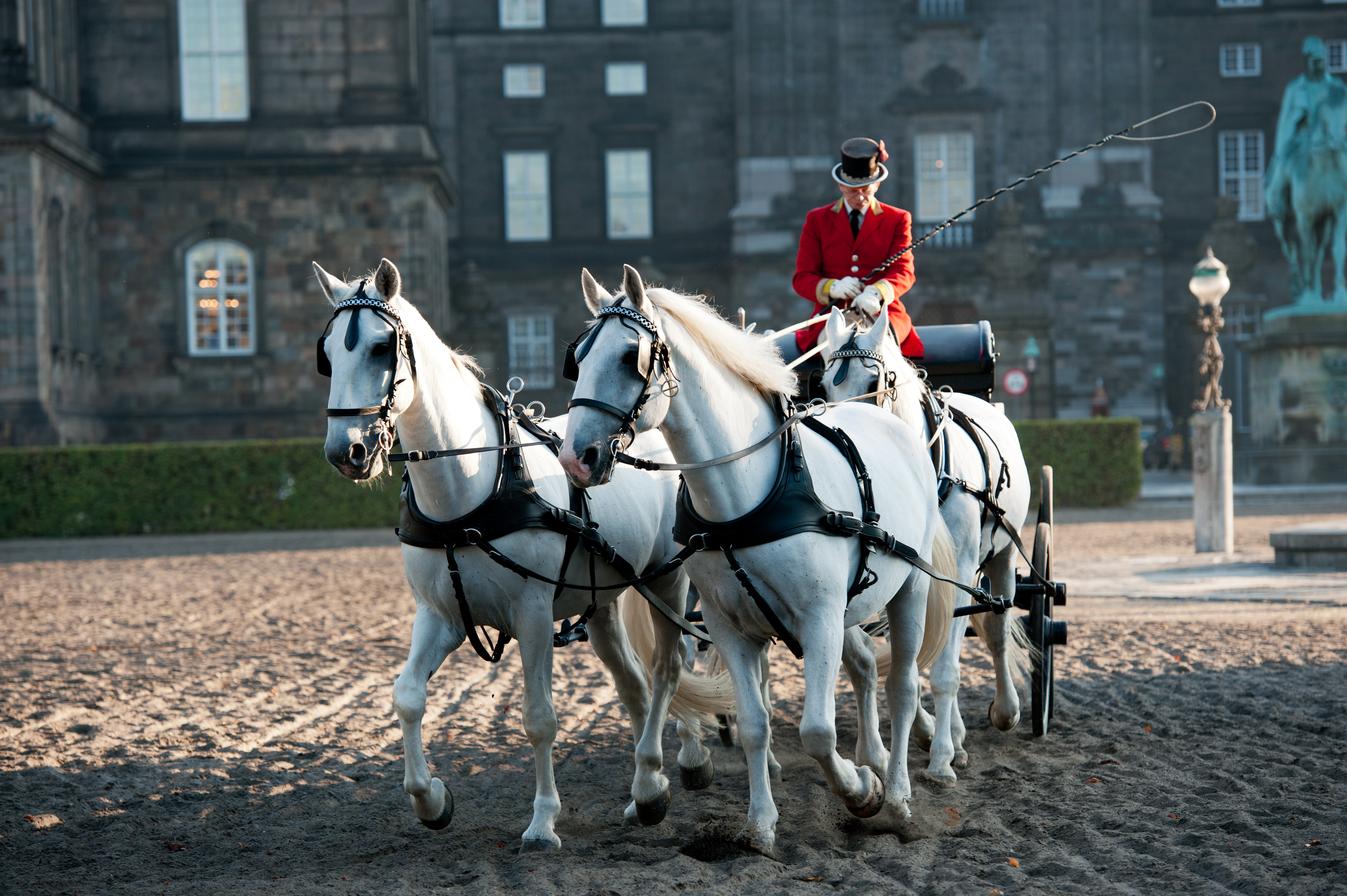
Hovstallarna vid Christiansborg i Köpenhamn.

De Kongelige Stalde är det danska hovstallet. 
Hästbesättningen utgörs av cirka 20 hästar, bland annat åtta kladrubhästar. Körhästarna är alla skimlar.
Hovstallet håller till i slottet Christiansborg på ön Slotsholmen i hjärtat av Köpenhamn.
Hovstallets personal består av:
- Kongelig Staldemester
- Livkusk
- Kusk
- Biløbere (4)[1]